# Kozlovice u Nepomuka
Kozlovice (deutsch Koslowitz) ist eine Gemeinde mit 84 Einwohnern in Tschechien. Sie liegt zwei Kilometer südlich von Nepomuk und gehört zum Okres Plzeň-jih. Die Katasterfläche beträgt 385 ha.

## Geographie
Kozlovice befindet sich in 485 m ü. M. im Hügelland zwischen den Tälern der Mihovka und des Myslivský potok. Westlich des Ortes liegt der Teich Jednota, den die Mihovka speist.
Nachbarorte sind Nepomuk im Norden, Mileč im Osten, Záhoří, Maňovská und Maňovice im Südosten, Kramolín im Süden sowie Soběsuky im Westen.

## Geschichte
Kozlovice wurde 1551 erstmals urkundlich erwähnt. Das Dorf ist jedoch wesentlich älter und gehörte zu den Besitztümern des 1421 zerstörten Klosters Pomuk.

## Gemeindegliederung
Für die Gemeinde Kozlovice sind keine Ortsteile ausgewiesen. Zur Gemeinde gehört die Einschicht Mlýn-Jednota.

## Sehenswürdigkeiten
- Kapelle am Dorfplatz